# Mustafa Qureshi
Mustafa Qureshi (Urdu: مصطفی قریشی, Sindhi: مُصطفي قريشي) es un actor pakistaní de cine y televisión.
Qureshi nació en Hyderabad (ahora en Pakistán) el 11 de mayo de 1938. Ganó popularidad en las películas de panyabí. Su papel como el villano Noori Natt en la película Maula Jatt se convirtió en su marca registrada y pasó a adaptar papeles similares durante muchos años. Ha actuado en más de 500 películas, en idiomas urdu, panyabí y sindhi.

## Filmografía
| Ano  | Título                     |
| ---- | -------------------------- |
| 1967 | Lakhon Mein Ek             |
| 1968 | Katari                     |
| 1968 | Dil Diya Dard Liya         |
| 1969 | Aasra                      |
| 1969 | Aneela                     |
| 1969 | Zindagi Kitin Haseen Hay   |
| 1969 | Nazneen                    |
| 1969 | Andaleeb                   |
| 1970 | Hum Joli                   |
| 1970 | Be-wafa                    |
| 1971 | Khak Aur Khoon             |
| 1973 | Sarhad ki Goad Mein        |
| 1973 | Dil ka Shehar              |
| 1973 | 4 Khoon Day Pyasay         |
| 1973 | Nadiya Kay Paar            |
| 1974 | Aabroo                     |
| 1974 | Chahat                     |
| 1974 | Jigar Da Tukra             |
| 1974 | Shikar                     |
| 1974 | Khatarnak                  |
| 1974 | Jadoo                      |
| 1975 | Aarzoo                     |
| 1975 | Reshma Jawan Ho Gayi       |
| 1975 | Watan Iman                 |
| 1975 | Sharif Badmash             |
| 1975 | Anari                      |
| 1975 | Dharti Lal Kanwar (Sindhi) |
| 1975 | Dil Ruba                   |
| 1975 | Hathkari                   |
| 1975 | Athra                      |
| 1975 | Hewan                      |
| 1975 | Jailor Tay Qaidi           |
| 1975 | Zanjeer                    |
| 1976 | Khoufnak                   |
| 1976 | Ayyash                     |
| 1976 | Yaar Da Sehra              |
| 1976 | Toofan                     |
| 1976 | Yarana                     |
| 1976 | Licence                    |
| 1976 | Ann Daata                  |
| 1976 | Akh Lari Bado Badi         |
| 1976 | Mafroor                    |
| 1976 | Hashar Nashar              |
| 1977 | Aawara                     |
| 1977 | Do Chor                    |
| 1977 | Tera vi Jawab Nein         |
| 1977 | Aakhri Medaan              |
| 1977 | Dada                       |
| 1977 | Teen Badshah               |
| 1977 | Lahori Badshah             |
| 1977 | Jeera Sain                 |
| 1977 | Sargent                    |
| 1977 | Qanoon                     |
| 1977 | Jabroo                     |
| 1977 | Chor Sipahi                |
| 1977 | Jeenay Ki Rah              |
| 1977 | Shaheen                    |
| 1977 | Neya Suraj                 |
| 1977 | Suha Jora                  |
| 1977 | Mohabbat Mar Nahin Sakti   |
| 1977 | Teesri Qasam               |
| 1977 | Baghi Tay Qanoon           |
| 1977 | Aakhri Goli                |
| 1978 | Nidarr                     |
| 1978 | Aag Aur Zindagi            |
| 1978 | Qatil tay Smuggler         |
| 1978 | Chori Mera Kaam            |
| 1978 | Lathi Charge               |
| 1978 | Cheeta Chalbaz             |
| 1978 | Guarantee                  |
| 1978 | Aali Jah                   |
| 1978 | Heera Tay Basheera         |
| 1978 | Alaram                     |
| 1978 | Accident                   |
| 1978 | Body Guard                 |
| 1978 | Akbar Amar Anthony         |
| 1978 | Zindagi                    |
| 1978 | Tax                        |
| 1978 | Khan Dost                  |
| 1978 | Santri Badshah             |
| 1978 | Puttar Phannay Khan Da     |
| 1978 | Goga                       |
| 1978 | Shola                      |
| 1978 | Dushman Ki Talash          |
| 1978 | Boycott                    |
| 1978 | Curfew Order               |
| 1978 | Lalkara                    |
| 1978 | Sharif Ziddi               |
| 1979 | Parwarish                  |
| 1979 | Maula Jatt                 |
| 1979 | Adawat                     |
| 1979 | Griftar                    |
| 1979 | Chalaan                    |
| 1979 | Jeenay Ki Saza             |
| 1979 | Remand                     |
| 1979 | Badla                      |
| 1979 | Hathiar                    |
| 1979 | Makhan Khan                |
| 1979 | Jatt Da Kharak             |
| 1979 | Lal Aandhi                 |
| 1979 | Bakka Rath                 |
| 1979 | Ziddi Jatt                 |
| 1979 | Nizam Daku                 |
| 1979 | Ik Sharif so Badmash       |
| 1979 | Sangeen Jurm               |
| 1979 | Mout Meri Zindagi          |
| 1979 | Shera Tay Cheeta           |
| 1979 | Kashmakash                 |
| 1979 | Dangal                     |
| 1979 | Anjaam (Pashto)            |
| 1979 | Jail Da Badshah            |
| 1979 | Nawabzadi                  |
| 1979 | Gehray Zakham              |
| 1979 | Sohni Dharti               |
| 1979 | Iqbal-E-Jurm               |
| 1979 | Machlay Khan               |
| 1979 | Tandur                     |
| 1980 | Harasat                    |
| 1980 | Shikanja                   |
| 1980 | Aatish                     |
| 1980 | Do Toofaan                 |
| 1980 | Smuggler                   |
| 1980 | Zakhmoona (Pashto)         |
| 1980 | Yaar Dushman               |
| 1980 | Mann Mauji                 |
| 1980 | Double Cross               |
| 1980 | Jhagra                     |
| 1980 | Do Nishan                  |
| 1981 | Dushman Dar                |
| 1981 | Shart                      |
| 1981 | Kala Rupia                 |
| 1981 | Khan-E-Azam                |
| 1981 | Dil Ek Khilona             |
| 1981 | Ik Puttar Ik Veer          |
| 1981 | Mr.Aflatoon                |
| 1981 | Sher Medaan Da             |
| 1981 | Jurm tay Insaf             |
| 1981 | Moula Dad                  |
| 1981 | Sheran Day Puttar Sher     |
| 1981 | Toofan Tay Chattan         |
| 1981 | Athra Puttar               |
| 1981 | Milay Ga Zulm Da Badla     |
| 1981 | Sher Khan                  |
| 1981 | Chan Veryam                |
| 1981 | Jatt Da Vair               |
| 1981 | Veryam                     |
| 1981 | Dara Sikandar              |
| 1981 | Chan Suraj                 |
| 1981 | Jeedar                     |
| 1981 | Jatt In London             |
| 1981 | Sultan tay Veryam          |
| 1981 | Notan Da Badshah           |
| 1982 | Black warrant              |
| 1982 | Mout Kay Soudagar(pashto)  |
| 1982 | Bharia Mela                |
| 1982 | Sangsar                    |
| 1982 | Shanakhat Parade           |
| 1982 | Paasban (pashto)           |
| 1982 | Wichhria Puttar            |
| 1982 | Ik Doli                    |
| 1982 | Do Bhiga Zamin             |
| 1982 | Medaan                     |
| 1982 | Haidar Sultan              |
| 1982 | Shaan                      |
| 1982 | Charhda Suraj              |
| 1982 | Khatra 440                 |
| 1982 | Jagat Tay Murad            |
| 1982 | Yaar Beli                  |
| 1983 | Jatt Tay Dogar             |
| 1983 | Des Pardes                 |
| 1983 | Raka                       |
| 1983 | Moti tay Dogar             |
| 1983 | Jatt Gujjar Tay Natt       |
| 1983 | Murad Khan                 |
| 1983 | Kala Samundar              |
| 1983 | Toofan Tay Toofan          |
| 1983 | Border Built               |
| 1983 | Heera Moti                 |
| 1983 | Chorun Qutab               |
| 1983 | Lawaris                    |
| 1983 | Baghi Sher                 |
| 1983 | Wadda Khan                 |
| 1983 | Rustam Tay Khan            |
| 1983 | Wehshi Tola                |
| 1983 | Sher Mama                  |
| 1983 | Dushman Pyara              |
| 1983 | Dara Baloch                |
| 1984 | Hathan wich Hath           |
| 1984 | Mela Tay Medaan            |
| 1984 | Kalia                      |
| 1984 | Sholay                     |
| 1984 | Lal Toofan                 |
| 1984 | Taqat                      |
| 1984 | Jagga Tay Reshma           |
| 1984 | Commander                  |
| 1984 | Baghi                      |
| 1984 | Ucha Shamla Jatt Da        |
| 1984 | Tawaan                     |
| 1984 | Dulla Bhatti               |
| 1984 | Baz Shehbaz                |
| 1984 | Sajawal Daku               |
| 1984 | Pukar                      |
| 1984 | Chan Cheeta                |
| 1984 | Laraka                     |
| 1984 | Lagaan                     |
| 1985 | Sajjan Dushman             |
| 1985 | Badlay Di Agg              |
| 1985 | Chan Baloch                |
| 1985 | Black Mail                 |
| 1985 | Babar Khan                 |
| 1985 | Lakha Daku                 |
| 1985 | Hong Kong kay Sholay       |
| 1985 | Maa Puttar                 |
| 1985 | Haidar Khan                |
| 1985 | Sheesh Naag                |
| 1985 | Khuddar                    |
| 1985 | Jagga                      |
| 1985 | Ghulami                    |
| 1985 | Shah Behram                |
| 1985 | Ziddi Khan                 |
| 1985 | Halaku tay Khan            |
| 1985 | Wadera                     |
| 1985 | Jani Dushman               |
| 1986 | Zulm Da Toofan             |
| 1986 | Dhanak                     |
| 1986 | Baghi Sipahi               |
| 1986 | Griftari                   |
| 1986 | Chan Tay Soorma            |
| 1986 | Do Qaidi                   |
| 1986 | Qaidi                      |
| 1986 | Yeh Adam                   |
| 1986 | Chan Bahadur               |
| 1986 | Insaf                      |
| 1986 | Hitler                     |
| 1986 | Charhda Toofan             |
| 1986 | Chall So Chall             |
| 1986 | Akbar Khan                 |
| 1986 | Qarz                       |
| 1986 | Puttar Shahiye Da          |
| 1986 | Agg Da Darya               |
| 1986 | Kali Basti                 |
| 1986 | Sanjhi Hathkhari           |
| 1986 | Dara Gujjar                |
| 1986 | Haq Such                   |
| 1986 | Puttar Sheran Day          |
| 1986 | Malanga                    |
| 1986 | Mela                       |
| 1986 | Balocha tay Daku           |
| 1987 | Doli Tay Hathkari          |
| 1987 | Gernail Singh              |
| 1987 | Kala Toofan                |
| 1987 | Jabar Khan                 |
| 1987 | Dunya                      |
| 1987 | Rajput                     |
| 1987 | Silsila                    |
| 1987 | Faqeeria                   |
| 1987 | Malka                      |
| 1987 | Ik Si Daku                 |
| 1987 | Khanu Sher                 |
| 1987 | Zidbazi                    |
| 1988 | Commando Action            |
| 1988 | Daku Ki Larki              |
| 1988 | Jatt Majhay Da             |
| 1988 | Aag Hi Aag                 |
| 1988 | Choron ka Badshah          |
| 1988 | Meri Adalat                |
| 1988 | Allah Dad                  |
| 1988 | Qismat wala                |
| 1988 | Sheru Tay Sultan           |
| 1988 | Hunter Wali                |
| 1988 | Roti                       |
| 1989 | Jan Nisar                  |
| 1989 | Sikandra                   |
| 1989 | Moula Sain                 |
| 1989 | Da Daku Lur (pashto)       |
| 1989 | Aakhri Qatil               |
| 1989 | Badshah                    |
| 1989 | Dakiet                     |
| 1989 | Manila kay Janbaz          |
| 1989 | Zulm Da Suraj              |
| 1989 | Barood Ki Chhaon Mein      |
| 1989 | Da Zulm Anjaam (pashto)    |
| 1989 | Sheran Di Maa              |
| 1989 | Barish                     |
| 1989 | Inteqam Ham Lain Gay       |
| 1989 | Meri HathJori              |
| 1990 | Babul                      |
| 1990 | International Goreelay     |
| 1990 | Jangju Goreelay            |
| 1990 | Jailor                     |
| 1990 | Shadmani                   |
| 1990 | Loha                       |
| 1990 | Dushmani                   |
| 1990 | Qudrat Da Inteqam          |
| 1990 | Choron Di Rani             |
| 1990 | Sher Dil                   |
| 1991 | Sar Phira                  |
| 1991 | Action                     |
| 1991 | Chan Meray                 |
| 1991 | Naag Devta                 |
| 1991 | Teen Yakkay Teen Chhakkay  |
| 1991 | Cobra                      |
| 1991 | Pyar Karna Tun Nein Darna  |
| 1991 | Bakhtawar                  |
| 1991 | Darya Khan                 |
| 1992 | Consular                   |
| 1992 | Khoon ka Qarz              |
| 1992 | Deputy                     |
| 1992 | Wadero Sain (Sindhi)       |
| 1992 | Gawah Tay Badmash          |
| 1992 | God Father                 |
| 1992 | Akhara                     |
| 1993 | Malakhro                   |
| 1993 | Yaadgar                    |
| 1993 | Insaniyat                  |
| 1993 | Mazboot                    |
| 1993 | Ghal Badshah (Pashto)      |
| 1994 | Chalti ka Naam Gari        |
| 1994 | Gujjar Da Vair             |
| 1994 | Pajero Group               |
| 1994 | Jabroo Tay Malangi         |
| 1994 | Ziddi Gujjar               |
| 1995 | Jeeva                      |
| 1995 | Main Nay Pyar Kiya         |
| 1995 | Sargam                     |
| 1996 | Ghunda Gardi               |
| 1996 | Chief Sahib                |
| 1996 | Sajawal                    |
| 1996 | Mummy                      |
| 1996 | Do Jeedar                  |
| 1996 | Saza                       |
| 1996 | Rani Khan                  |
| 1997 | Miss Klashankoff           |
| 1997 | Takkar                     |
| 1997 | Khar Damagh Gujjar         |
| 1998 | Dupatta                    |
| 1998 | Khatarnak Haseena          |
| 2000 | Angaray                    |
| 2000 | Reshma                     |
| 2000 | Love in Holland            |
| 2000 | Marvi                      |
| 2000 | Beti                       |
| 2000 | Nooran                     |
| 2003 | Bandish                    |
| 2004 | Jageer                     |
| 2007 | Puttar Hamayun Gujjar Da   |
| 2007 | Suha Jora                  |
| 2008 | Zill-E-Shah                |
| 2009 | Allah Uttay Dorian         |
| 2010 | Wohti Lay Kay Jani A       |
| 2010 | Lado Rani                  |
| 2012 | Sharika                    |
| 2014 | Saltanat                   |